# Palaeotropus josephinae
Palaeotropus josephinae is een zee-egel uit de familie Palaeotropidae.
De wetenschappelijke naam van de soort werd in 1871 gepubliceerd door Sven Ludvig Lovén.